# Goniothalamus suaveolens
Goniothalamus suaveolens là loài thực vật có hoa thuộc họ Na. Loài này được Becc. mô tả khoa học đầu tiên năm 1902.